# Jerzy Kulej
Jerzy Zdzisław Kulej (19. října 1940, Čenstochová – 13. července 2012, Varšava) byl polský boxer, politik a sportovní komentátor. Byl držitelem dvou zlatých olympijských medailí, tu první vybojoval na hrách v Tokiu roku 1964, ve velterové váze (do 63,5 kg), ve stejné váhové kategorii pak své zlato obhájil za čtyři roky na hrách v Mexiku. Stal se též dvakrát mistrem Evropy (1963, 1965). Z ME si přivezl i jedno stříbro (1967). Kariéru ukončil roku 1972 s bilancí 317 vítězství, 6 remíz a 25 proher. Roku 1998 obdržel Řád znovuzrozeného Polska. V roce 1977 se objevil v akční filmové komedii Promiňte, bije se tady? (Przepraszam, czy tu biją?). Stal se sportovním komentátorem na stanici Polsat Sport. V letech 2001-2005 byl poslancem polského parlamentu za Svaz demokratické levice. Roku 2024 o něm režisér Xawery Żuławski začal natočil životopisný film Jerzy Kulej: Dvě strany vítězství (Kulej. Dwie strony medalu).